# Forces Auxiliaires de Ben Slimane
Les Forces Auxiliaires de Ben Slimane (en arabe : القوات المساعدة ببن سليمان), plus couramment abrégé en FA Ben Slimane, est un ancien club marocain de football fondé en 1977 et disparu en 1994, et basé dans la ville de Benslimane.

## Historique
Le FA Ben Slimane passe 4 saisons en 1re division marocaine entre 1986 et 1990.
Il obtient son meilleur classement en D1 lors de la saison 1987-88, où il se classe 9e du championnat, avec 9 victoires, 15 matchs nuls et 10 défaites.
En 1994, les autorités marocaines dissoudent le club, et le relocalisent dans la ville de Laâyoune avec comme nouveau nom la Jeunesse sportive El Massira.